# 兰布斯博恩
兰布斯博恩是德国莱茵兰-普法尔茨州的一个市镇。总面积4.73平方公里，总人口744人，其中男性376人，女性368人（2011年12月31日），人口密度157人/平方公里。